# Семистяга Володимир Федорович
Володи́мир Фе́дорович Семистя́га (15 листопада 1949 — 28 вересня 2024, м. Вишгород, Київська область) — український історик і громадський діяч. Старший викладач кафедри історії України Луганського національного університету; член правління Луганської обласної організації Національної спілки краєзнавців України. Голова Луганського обласного об'єднання ВУТ «Просвіта» ім. Тараса Шевченка, головний редактор журналу «Бахмутський шлях». Заслужений працівник освіти України (з 2008 р.). Лауреат Всеукраїнської премії імені Івана Огієнка (2016).

## Життєпис
Народився у Сватівському районі на Луганщині, в 1970-х закінчив інститут, педагог-історик. Працював інструктором з ідеологічної роботи одного із луганських райкомів, викладачем в Луганському педагогічному інституті.
Його наукові інтереси полягали в царині досліджень соціально-політичної історії XX ст., як то — історія підпілля «Молода Гвардія» — міфи та реальність, німецько-нацистський окупаційний режим та його особливості в Україні, український національно-визвольний рух в Україні кінець ХІХ — кінець XX століття.
З науковцем Луганського національного університету, кандидатом філологічних наук Юрієм Козовським, входив до складу спеціальної комісії з проблемних питань у діяльності Краснодонського антифашистського комсомольсько-молодіжного підпілля «Молода гвардія». Провели власне розслідування, звертаючись до маловідомих і закритих матеріалів — в архівах Луганська, Києва, Москви, Донецька, Ростова-на-Дону. Підсумок дослідження не збігся з радянською та офіційною на той час точкою зору на подвиг молодогвардійців.

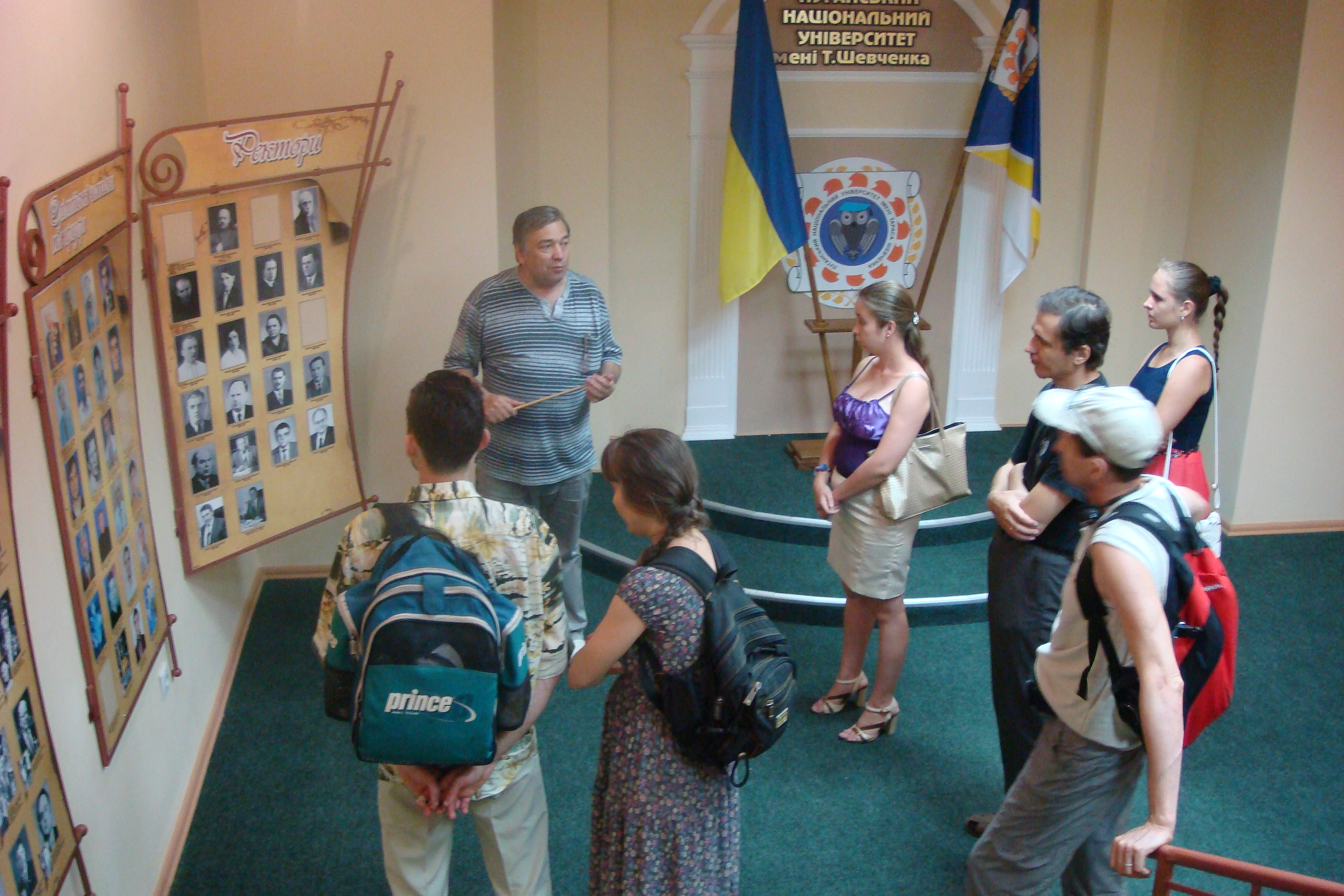
Під час однієї з лекцій

23 червня 2014 року був викрадений бойовиками терористичного угрупування «Луганська народна республіка». 27 червня з'явилася інформація, що він помер від серцевого нападу у полоні терористів. 1 липня з'явилася інформація, що Володимир Семистяга живий.
16 серпня народний депутат Олесь Доній повідомив, що Володимира Семистягу звільнено з полону 15 серпня, у якому він пробув 55 днів.
Голова Луганської облдержадміністрації Геннадій Москаль ініціював присвоєння Володимиру Семистязі звання «Герой України».
Помер внаслідок хвороби 28 вересня 2024 року в м. Вишгороді Київської області.

## Основні публікації
- История Луганского края: Учебное пособие / Ефремов А. С., Курило В. С., Бровченко И. Ю., Климов А. А., Красильников К. И. , Семистяга В. Ф., Подов В. И. — Луганск: Альма-матер, 2003. — 432 с. — ISBN 966-617-142-2.
- «Участь сільської молоді Донбасу в стахановському русі у 30-ті рр. ХХ ст», Вісник ЛДПУ імені Тараса Шевченка. — 2005,
- «Племінники М. С. Грушевського (невідомі сторінки родоводу Грушевських)», Бахмутський шлях, 2005.
- «Нове в грушевськознавстві», 2005.
- «Документальні матеріали про деякі особливості роботи О. О. Фадеєва над романом „Молодая Гвардія“». Х Міжнародні Фадеївські читання «Виховання молоді на історичних і культурних традиціях». Луганськ — Краснодон, 2006.
- «III Міжнародний науковий конгрес українських істориків», 2006
- «Кисунько Григорій Васильович», Енциклопедія історії України, «Наукова думка», 2007.
- «Розвиток сільського господарства на Луганщині у перше повоєнне п'ятиліття (історичний аспект)», 2008.
- «Науковець, педагог, просвітянин (до 60-річчя від дня народження 
Анатолія Олексійовича Климова)», 2008
- «Костюк Григорій Олександрович», Енциклопедія історії України, 2008, «Книга подвигу — історична довідка. Книга подвигу луганчан-чорнобильців», 2008,
- «Голод 1946—1947 рр. — трагічна сторінка в повоєнній історії Луганщини». Матеріали Міжнародної науково-практичної конференції «Актуальні плани вітчизняної, світової історії та історії науки: пошуки, роздуми, знахідки». 24-25 квітня 2008.
- «Кошовий Олег Васильович». Енциклопедія історії України, 2008.
- «Національна книга пам'яті жертв голодомору 1932—1933 років в Україні. Луганська область.» — у складі редколегії, Янтар, 2008.
- «Антинацистське молодіжне підпілля "Молода гвардія" (м. Краснодон) та відображення його діяльності в новітній літературі (деякі аспекти історіографії проблеми)», Вісник ЛНУ імені Тараса Шевченка, 2009.

## Нагороди та вшанування пам'яті
- Заслужений працівник освіти України;
- Лауреат Премії імені Івана Огієнка (2016)[10].